# Rosario Casado
Rosario Begoña Casado Sobrino (Almería, 1961-Casa Alta, Albacete, 15 de julio de 2021) fue una farmacéutica, política y senadora española, miembro del Partido Popular (PP).

## Biografía
Licenciada en Farmacia, y titular de un céntrico establecimiento en la capital albaceteña.
Fue miembro del Comité Ejecutivo Regional del Partido Popular, portavoz municipal en el Ayuntamiento de Albacete, candidata a la Alcaldía en 2003, donde logró el 42,07 % de los votos quedándose a las puertas de destronar al socialista Manuel Pérez Castell, y concejala en el Consistorio albacetense.
Entre 2004 y 2008 fue senadora del PP en la VIII legislatura, donde intervino activamente en diversas comisiones: Comisión Mixta de los Derechos de la Mujer y de la Igualdad de Oportunidades; Comisión de Sanidad y Consumo; y Comisión Conjunta de Sanidad, Consumo, Trabajo y Asuntos Sociales.
Casada y madre de tres hijos.